# Dzwonkówka torfowiskowa

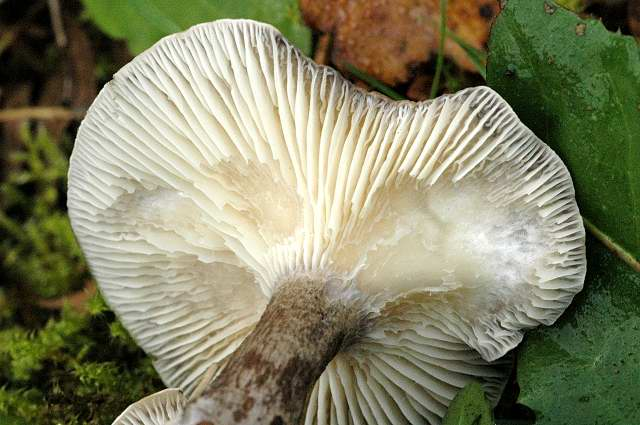

Dzwonkówka torfowiskowa (Entoloma elodes (Fr.) P. Kumm.) – gatunek grzybów z rodziny dzwonkówkowatych (Entolomataceae).

## Systematyka i nazewnictwo
Pozycja w klasyfikacji według Index Fungorum: Entoloma, Entolomataceae, Agaricales, Agaricomycetidae, Agaricomycetes, Agaricomycotina, Basidiomycota, Fungi.
Po raz pierwszy takson ten zdiagnozował w 1821 r. Elias Fries, nadając mu nazwę Agaricus elodes. Obecną, uznaną przez Index Fungorum nazwę nadał mu w 1871 r. Paul Kummer. Synonimy:
- Agaricus elodes Fr. 1821
- Rhodophyllus elodes (Fr.) J. Favre 1948
- Trichopilus elodes (Fr.) P.D. Orton 1991

Nazwę polską zaproponował Władysław Wojewoda w 2003 r.

## Morfologia
Kapelusz
Średnica 2,5–7,5 cm, w młodych owocnikach stożkowaty, w starszych wypukły z niskim garbem, lub płaski z niewielkim wklęśnięciem na środku. Brzeg początkowo podwinięty, potem wyprostowany. Jest słabo higrofaniczny; w stanie wilgotnym nieprzeźroczysty, co najwyżej prążkowany jest tylko na brzegu od prześwitujących blaszek. Powierzchnia ciemnoszara lub czerwonobrązowa, czasami o słabym fioletowym zabarwieniu, w stanie suchym lekko rudawa. Pokryta jest włókienkami, lub owłosiona, często z niewielkimi plamami< o nieregularnym kształcie
Blaszki
W liczbie 25–60, z międzyblaszkami (l = 3-7), średnio gęste, przyrośnięte lub lekko wykrojone, wybrzuszone, początkowo białe, potem różowe, w końcu czerwonawobrązowe. Ostrza nieregularne, tego samego koloru.
Trzon
Wysokość 2–8 cm, grubość 3–8 mm, cylindryczny lub spłaszczony, czasami poszerzony u podstawy. Zazwyczaj jasnobrązowy, czasami prawie biały, czerwonobrązowy lub szarobrązowy, zawsze jaśniejszy od kapelusza. W górnej części oprószony, niżej srebrzyście prążkowany, podstawa z filcowatą, białą grzybnią.
Miąższ
Kruchy, tej barwy co kapelusz lub jaśniejszy. Zapach mączny, często dość silny. Smak mączny, zjełczały.
Cechy mikroskopowe
Zarodniki nieregularne, w widoku z boku 5–8-kątne. Mają wymiary (8–) 9–11,5 (–12,5) × (6–) 7–9 (–9,5) μm. Podstawki 4–zarodnikowe, ze sprzążkami. Brzegi blaszek niejednorodne lub sterylne. Maczugowate lub baryłkowate cheilocystydy o wymiarach 26–70 × 7–20 (–25) μm (część podstawowa) i 3–7 μm (szyjka). Skórka kapelusza zbudowana z cylindrycznych lub lekko nabrzmiałych strzępek zakończonych elementami o grubości do 20 μm. Wewnątrz komórek występuje brązowy pigment. W strzępkach występują sprzążki.
Gatunki podobne
Dzwonkówka porfirowobrązowa (Entoloma porphyrophaeum), która odróżnia się bardziej czerwonobrązowym kapeluszem.

## Występowanie i siedlisko
Występuje w Europie. W północno-zachodniej i środkowej Europie, jest szeroko rozprzestrzeniony, ale rzadki. Przyczyną jego zanikania jest zmniejszanie się powierzchni torfowisk, z którymi jest związany. W piśmiennictwie naukowym na terenie Polski do 2003 r. podano 2 stanowiska, w późniejszych latach podano następne. Według W. Wojewody w Polsce gatunek zagrożony. Znajduje się na listach gatunków zagrożonych także w Szwajcarii, Niemczech i Holandii.
Rośnie w lasach liściastych i iglastych na torfiastej glebie, na torfie i na bagnach lub w bardzo wilgotnych miejscach. Spotykany jest także w suchych wrzosowiskach na glebie torfowej z wrzosami.